# 기갑교도사단
기갑교도사단(機甲敎導師團, 독일어: Panzer-Lehr-Division 판처리허디비지온[*])은 제2차 세계 대전 당시 독일 국방군 전체를 통틀어 최정예 기갑사단 중 하나였다. 연합군의 서유럽 침공을 대비해 추가 기갑전력을 확보하기 위해, 독일 본토에 주둔하고 있던 다양한 훈련부대 및 교육부대를 1개의 사단 편제 아래 집결시켜 1943년 12월에 편성되었다. 전쟁 후반기 기준으로 일반 기갑사단과 비교가 안 될 정도로 풍부한 장비를 보유하였다. 이 때문에 몇 차례의 괴멸적인 타격에도 불구하고 정예 부대라는 인식을 가져다 주었다.
기갑 교육지도 부대는 임시로 제130기갑교도사단으로 불렸으며, 이는 예하 주력 전차 부대(기갑연대)의 단대호가 '130'이었기 때문이다. 여타 기갑 사단도 사단 단대호와 예하 연대의 단대호가 일치하는 경우가 많았다.

## 사단 연혁
- 1943년 12월 30일, 독일 본토에서 편성 개시
- 1944년, 캉 및 팔레즈 포위망에서 괴멸적인 타격을 입고 재편성. 그 후 아르덴(Ardennes)에 재차 괴멸적인 타격을 입음.
- 1945년, 루르 포위망(Ruhr Pocket)에서 미군에게 항복.

## 계통 및 편성
기갑교도사단은 1943년 12월 포츠담(Potsdam)에서 편성이 시작되었으며, 1944년 1월 편성을 끝마치고 낭시-베르됭(Nancy-Verdun) 지구로 이동했다. 사단은 몇 개의 정예 훈련부대 및 교육부대를 바탕으로 편성되었다. 사단 기간 인원 대부분은 기갑부대의 중요 훈련 부대인 제1기갑학교 및 제2기갑학교에서 차출되었다. 이 훈련 및 교육 부대는 풍부한 경험과 높은 숙련도를 보유하고 있었던 기갑부대로 거의 모든 부대원들이 상당한 전투 경험을 가지고 있었으며, 그 용맹성으로 인해 훈장 수훈자 또한 많았다. 이에 따라 기갑 교육지도 부대는 편성 시기부터 정예 부대로 인식되었다.
1944년 초, 기갑교도사단은 한층 강화된 훈련을 받기 위해 헝가리로 이동했으며, 제901기갑척탄병교도연대가 이곳에서 사단에 편제되었다. 이후 연합군의 침공에 대비하기 제7군 소속 예비 기갑부대로 편입되어 프랑스로 주둔지를 이전하였다.
기갑교도사단은 기갑부대 중에서 최상의 장비를 보유하고 있었다. 예하 기갑연대는 후기형 5호 전차(판터)와 4호 전차로 완편되어 있었다. 게다가 일반 기갑사단은 예하 4개 기갑척탄병 대대 중 1개만이 기계화된 데 반해 교도사단은 4개 대대가 모두 기계화되어 있었으며, 기갑수색대대는 Sd.Kfz 234/2 신형 푸마 장갑차 1개 중대를 보유하고 있었다. 또 노르망디에서 사단 기갑연대에 제316원격조종기갑중대가 추가 배속되었다. 이 중대는 원래 티거 1 10를 보유하고 있었다. 사단 기갑연대는 전차 237대 규모로 완편되었다.

## 노르망디

### 캉 전투
연합군의 오버로드 작전이 개시된 1944년 6월 6일, 예비 기갑 전력으로 캉 외곽에 주둔하고 있던 기갑교도사단은 중요한 첫째날 전투에 투입되지 못한 채 대기 상태로 있었다. 얼마 후 대기 명령이 풀려 전선으로 이동했고, 6월 8일 영연방군과 전투에 돌입했다. 캉을 수비하기 위해 제12 SS 히틀러유겐트 사단과 공동으로 전선을 구축했으며 수차례에 걸친 영연방군의 공세를 돈좌시켰다. 사단은 캉 부근에 위치한 112 고지에서 격전에 휘말렸다.
6월 13일, 영국 제7기갑사단의 공격에 의해 기갑교도사단의 방어선에 구멍이 뚫렸고, 전선은 순식간에 돌파되었다. 영국군의 선봉 제4런던기마의용병사단(騎馬義勇兵, County of London Yeomanry)이 기갑교도사단의 측면을 포위했다. 빌레보카주(Villers-Bocage) 부근에서 벌어진 유명한 제101SS중전차대대의 전차 에이스 미하일 비트만의 활극으로 사단의 붕괴는 저지되었고, 구멍난 전선 또한 회복되었다. 사단장 프리츠 바이에를라인 중장은 사단을 위기에서 구한 비트만의 활극에 대한 포상으로 그의 백엽 검 기사십자장 수훈과 진급을 상신했다.
노르망디 전투에 참가했던 모든 독일 기갑부대들처럼 기갑교도사단 또한 연합군의 공중 폭격에 심각한 손실을 입었다. 6월 말 사단 휘하 기갑 전력은 없다시피한 상황이 되었다. 그럼에도 불구하고 영연방군과 틸리 쉬르 쇨르(Tilly-sur-Seulles) 근방에서 치열한 전투를 벌이며 전선에서 물러나지 않았다.
캉을 둘러싼 공방전이 벌어진 6월 중순까지 장교 160명, 병사 5,400명의 손실을 입었으며, 전차 190대 가운데 124대(65%)가 파괴 또는 유기되었다.

### 생로 전투
7월 2일, 기갑교도사단은 틸리쉬르쇨르에서 후퇴하라는 명령을 받고, 생로(St. Lo) 부근에서 미군 선발대에게 막고 있는 사단들을 지원하기 위해 서쪽으로 기수를 돌렸다. 생로 주변 지역은 보카즈라 알려진 노령의 관목들이 격자처럼 뒤덮여 있었다. 보카즈는 전차의 기동을 극도로 제한했지만 양측 보병에게는 최적의 방어처를 제공해 주었다. 이 지역에 도착한 사단은 미군 제83보병사단을 상대로 자체적으로 돌파구를 모색해 냈다. 수 차례의 접전 후, 기갑교도사단은 퐁테르베르(Pont-Herbert)를 공격했고, 그곳을 점거하고 수 차례에 걸친 미군의 역공을 무마시켰다.
7월 11일, 기갑교도사단은 보카즈가 무성한 르데세르(Le Desert)를 향한 공격에 나섰다. 연합군의 공중 공격으로 공세는 돈좌되었으며, 전차 20대가 파괴되었다. 그리고 사단의 잔여 전차는 안전한 비르 운하(Vire Canal)를 통해 철수했다.
다음 몇 주 동안 사단은 대규모의 강력한 연합군에 맞서 소모적인 방어전을 치렀다. 7월 19일, 생로가 미군의 수중에 떨어졌다. 6일 후, 미군은 노르망디에서 확보한 교두보를 기점으로 돌파를 시도할 목적으로 코브라 작전을 개시했다. 작전은 2천 기가 넘는 연합군 폭격기에 의한 대규모 공중폭격으로 시작되었다. 기갑교도사단은 공격로로 곧장 이동하다 이 폭격으로 인해 막대한 손실을 입었다.
전력이 고갈된 기갑교도사단은 14만 명의 공세를 막을 방도가 없었다. 8월 5일 퇴각전 후, 휴식과 재편성을 위해 알랑송(Alencon)으로 철수하라는 명령이 내려왔다. 전투 가능한 잔여 병력 및 전차가 단일한 부대로 합쳐진 폰 하우저(Von Hauser) 전투단이 편성되었으며, 이 부대만이 전투를 계속해서 수행했다. 하우저 전투단이 휴식과 재편성을 위해 퐁텐블뢰(Fontainbleu)로 철수해오자, 사단장 바이에를라인 중장은 본대와 합류하라는 명령을 내렸다.
난전 속에서 이 실전 최정예 사단은 편성 7달 만에 전차 20대를 보유한 무력한 부대가 되었다. 자르(Saar)에서 한 달 동안 정비를 한 후, 사단은 파더보른(Paderborn)으로 이동했다.

## 아르덴

### 라인 강을 보라 (라인 수비 작전)
1944년 11월 초, 기갑교도사단은 흔히 벌지 전투로 알려진 대규모 동계 공세인 라인 수비 작전을 위해 게르트 폰 룬트슈테트 원수의 G 집단군 소속인 하소 폰 만토이펠 기갑대장 휘하 제5 기갑군으로 배속되었다. 11월 21일, 충분한 휴식과 정비를 마친 기갑교도사단에게 사버른 고개(Saverne Gap)로 진격해 오는 미군에게 역공을 가하기 위해 집결하라는 명령이 내려졌다. 역공은 실패했으며, 기갑교도사단은 급감한 전력과 심각한 사기 저하로 인해 전선에서 이탈했다.
기갑교도사단과 여타 부대의 정비로 시간이 지체되었으며, 이는 부대 투입이 시기상조로 작전이 지연될 것이라는 걸 의미했다. 공세 준비 기간 동안, 기갑교도사단은 총통경호여단(독일어: Führerbegleitbrigade)과 함께 예비 전력으로 남겨졌다. 12월 15일, 공세가 개시되기 전날, 기갑교도사단은 여전히 전력이 여의치 못했는데, 2개 전차 대대 중 1개 대대만이 작전수행이 가능한 상태였다. 보충 전력으로 2개 대전차대대와 1개 돌격포여단이 증원되었다. 사단 기갑수색대대는 장비 미달에 병력 숫자만 완편된 상태였다.
1944년 12월 16일, "라인 강을 보라"가 개시되었고, 기갑교도사단은 전선 중앙 지역에서 진격을 개시했다. 제26국민척탄병사단이 진로를 개척했으나 얼마 지나지 않아 진격은 난항에 빠졌으므로 기갑교도사단 자체적으로 천천히 진격을 모색할 수밖에 없게 되었다. 상황은 다음 이틀 동안도 전혀 나아지지 않았으며, 그와 함께 제901 기갑척탄병 교도연대가 빌츠(Wiltz)로 가는 도중 미군에 의해 돈좌되고, 제902기갑척탄병교도연대 또한 오생장(Hosingen)에서 강력한 저항에 직면하게 되었다.

### 바스토뉴
12월 18일, 공세는 다시 순탄해졌다. 제26국민척탄병사단은 클레르 강(Clerf)에 있는 다리를 점거하고, 바스토뉴(Bastogne)로 통하는 도로와 주요 철도 거점을 확보했다. 기갑교도사단의 기갑수색대대가 바스토뉴로 가는 경로에서 사단과 합류하기 전에 먼저 빌츠를 공격했다. 말을 끌고 가던 제26국민척탄병사단이 자중지란에 빠져 기갑교도사단과 행렬이 뒤섞이면서 전진은 매우 더디어졌다.
19일, 사단의 기갑연대는 네프(Neffe) 부근에 있는 방책에 이르렀지만, 미군 제9기갑사단의 체리 전투단(Combat Team Cherry)에 의해 답보 상태에 빠졌다. 초반의 성공에 고무된 기갑교도사단의 성급한 공격은 심각한 손실을 초래했다. 체리 전투단이 퇴각하면서 바스토뉴로 가는 길이 다시 열렸다. 그러나 사단 기갑부대 대부분은 제26국민척탄병사단을 지원하기 위해 북쪽 마르가르(Margaret)로 보내졌다. 그로 인해 기갑교도사단은 미군의 지원병력이 도착하기 이전에 바스토뉴를 점거할 수 있을 정도의 속도로 진격할 수 없게 되었다. 사단이 도착했을 때는 이미 미군 제101공수사단이 도시를 확보하고 난 후였다. 기갑교도사단은 전력을 양분, 절반은 바스토뉴를 공략할 제26국민척탄병사단을 돕기 위해 남기고, 기갑전력 대부분을 포함한 나머지 절반은 뫼즈로 진격했다.
며칠 동안 병력 대부분이 제901기갑척탄병교도연대로 구성된 전투단의 지원 아래 이루어진 제26국민척탄병사단의 바스토뉴 공략은 소모전 그 자체였다. 또 다른 사단 병력은 미군 포로들을 다수 포획한 일을 비롯한 약간의 성공에 고무되어 동쪽으로 진격을 서둘렀으나 생 위베르(St. Hubert) 부근에서 격렬한 저항에 부딪혀 돈좌되고 말았다. 뿐만 아니라 곧바로 바스토뉴 서쪽에서 격전에 휘말리게 되었다. 21일, 만토이펠은 바스토뉴에서 기갑교도사단을 철수시켰고, 디낭(Dinant)과 뫼즈(Meuse)를 향한 공세를 위해 제2기갑사단 및 제116기갑사단 '빈트훈드(Windhund)'와 함께 새로운 부대를 편성했다.

### 디낭 공세
공격을 위해 재편성으로 하루를 낭비한 후, 기갑교도사단은 마침내 전선에 복귀했다. 생 위베르(St. Hubert)를 통과하자, 디낭과 뫼즈로 가는 길은 다시 열리는 듯해 보였다. 디낭 바로 앞에 위치한 로슈포르(Rochefort)에 도달하자 사단 선봉대를 이끌고 가던 바이에를라인은 부하들에게 외쳤다. "Also los, Augen zu, und hinein!(좋아, 가자! 눈 딱 감고 가는 거다!)"
공격부대인 제902기갑척탄병교도연대는 엄호포화(掩護砲火)에 직면하게 되었다. 진격은 여느 때보다 어려웠다. 12월 23일, 사단은 로셰포르(Rochefort)에서 하루 내내 전투를 벌였고 엄청난 사상자를 냈다. 결국 미군은 항복했다. 하루 종일 정예 기갑사단을 막아낸 미군의 피해는 사망 25명, 부상 12명뿐이었다.
바이에를라인은 후에 로슈포르(Rochefort)의 수비를 바스토뉴의 수비에 버금간다고 평했다. 길은 다시 열렸고, 기갑교도사단은 디낭으로의 진격을 계속했다. 하지만 뷔송빌(Buissonville) 근방에서 미군 제2기갑사단 A전투단과 격돌하게 되었다. 1944년 성탄절, 뫼즈강 주위의 평원에서 만토이펠 휘하 3개 기갑사단은 아군 제47군단 소속 제9기갑사단과 함께 미군 제7군단과 교전에 돌입했다. 날씨가 맑았기에 독일 기갑사단을 사실 상 답보 상태에 빠뜨리고 있던 연합군 공중전력의 활동이 가능해져 있는 상태였다. 기갑교도사단은 수 차례의 공격을 시도했지만 연합군의 공중지원에 모두 돈좌되었다.
전황은 만토이펠이 의도했던 바와는 다르게 흘러갔다. 제2기갑사단으로부터 편성된 전투단이 주력부대를 훨씬 앞질러 전진했으며, 그로 인해 본대와 유리되어 연락이 두절되었다. 만토이펠의 휘하 사단들은 배회하는 전투폭격기에게 전멸을 당하지 않기 위해서 오직 야간에만 이동해야 했다. 독일군 제2기갑사단 소속의 폰 코헨하우젠(Von Cochenhausen) 소령이 이끄는 주력 기갑부대는 셀 (Celle) 부근에서 포위되고 말았다. 12월 26일 기갑교도사단은 폰 코헨하우젠 전투단을 포위망에서 구출하기 위해 두 번의 시도를 감행했지만 연합군 전투폭격기로 인해 모두 저지당하고 말았다. 제9기갑사단에 의한 또 다른 구출 시도도 실패했으며, 기갑교도사단에는 철수 명령이 하달되었다. 제2기갑사단 전투단은 오직 코헨하우젠과 약 600명 병사만이 거의 대부분의 중장비를 방기하고 도보로 겨우 탈출할 수 있었다. 뫼즈에는 도달하지 못했다. "라인 강을 보라"는 실패했다.

### 바스토뉴 구원
만토이펠의 잔존 타격부대는 바스토뉴 공략을 위한 마지막 시도를 준비하기 위해 잠시 물러섰다. 기갑교도사단이 새로운 위치로 이동하기 시작하자 조지 패튼의 미군 제3군 선봉부대인 제11기갑사단이 바스토뉴 구원을 위한 공격을 개시했다. 이는 기갑교도사단의 본래 배치가 옳았음을 의미했다. 몇 개밖에 되지 않는 사단의 전초 기지는 순식간에 휩쓸렸으며, 포위된 제101공수사단에게 연결된 회랑은 개방되었다. 그로 인해 기갑교도사단의 회랑 봉쇄 작전은 실패하게 되었으며, 피폐해진 사단은 결국 전투에서 이탈하고 말았다. 기갑교도사단은 다시 한 번 실질적인 괴멸을 맞이했다.

## 네덜란드 - 레마겐 - 루르 포위망
아르덴느 공세 실패 후, 기갑교도사단은 전신(前身)의 훌륭함에는 전혀 미치지 못하긴 했지만 다시 한 번 재편성되었다. 다수의 숙련병이 전사했기 때문에 1945년 초의 기갑교도사단은 1944년 6월의 기갑교도사단과는 별 관계가 없는 존재가 되었다.
사단은 버나드 몽고메리의 제21 군집단과의 전투를 위해 북부로 이동해 네덜란드에 도착했다. 기갑교도사단은 수많은 격전을 치렀고, 또다시 심각한 손실을 입었다. 미군 제9기갑사단이 레마겐에 위치한 라인 다리를 점거했을 당시, 기갑교도사단은 교두보를 분쇄하기 위해 투입되었다. 공격은 실패했으며, 비록 사단은 분전했지만 수많은 사상자를 냈다. 연합군의 압도적인 물량과 지속적인 공중 지원은 기갑교도사단을 껍데기 사단으로 전락시켰다. 북서부 독일 전역에 걸친 퇴각전에 참가했던 사단은 루르 포위망에 갇히게 되었으며, 4월 포위망이 붕괴되면서 이 과거 정예 사단의 잔여 병력들은 미군 제99보병사단의 포로가 되었다. 사단의 최종 전력은 2,400여 병력에 전차 8대, 장갑차 50대 수준이었다.

## 사단장
- 초대, 프리츠 바이에를라인(Fritz Bayerlein) 중장 : 1944년 1월 10일 ~ 1944년 6월 8일
- 2대, 히어친트 슈트라흐비츠(Hyazinth Graf Strachwitz) 소장 : 1944년 6월 8일 ~ 1944년 8월 23일
- 대리, 루돌프 게르하르트(Rudolph Gerhardt) 대령 : 1944년 8월 23일 ~ 1944년 9월
- 대리, 파울 프라이헤어 폰 하우저(Paul Freiherr von Hauser) 대령 : 1944년 9월
- 3대, 프리츠 바이에를라인 중장 : 1944년 9월 ~ 1945년 1월 15일
- 4대, 호르스트 니막(Horst Niemack) 소장 : 1945년 1월 20일 ~ 1945년 4월 3일 (1945년 4월 1일, 소장 진급)
- 대리, 파울 프라이헤어 폰 하우저 대령 : 1945년 4월 3일 ~ 1945년 4월 15일

## 전투 서열
- 사단본부
- 제130기갑교도연대(독일어: Panzer-Lehr-Regiment 130)
  - 제6기갑연대 제1대대(독일어: I. Abteilung, Pz.Rgt. 6)
  - 제130기갑교도연대 제2대대(독일어: II. Abteilung, Pz.-Lehr-Rgt. 130)
  - 제316원격조종기갑중대(독일어: 316. Funklenk-Panzerkompanie)
- 제901기갑척탄병교도연대(독일어: Panzergrenadier-Lehr-Regiment 901)
  - 제1대대(독일어: I. Battalion, PzGr-Lehr-Rgt. 901)
  - 제2대대
- 제902기갑척탄병교도연대
  - 제1대대
  - 제2대대
- 제130기갑포병교도연대(독일어: Panzer-Artillerie-Regiment 130)
- 제130기갑수색교도대대(독일어: Panzeraufklärungs-Lehr-Abteilung 130)
- 제130기갑교도공병대대(독일어: Panzer-Lehr-Pionier-Bataillon 130)
- 제130기갑통신대대(독일어: Panzernachrichten-Abteilung 130)
- 제130대전차대대(독일어: Panzerjäger-Abteilung)
- 제130기갑보급대대(독일어: Panzer-Versorgungstruppen 130)
- 제130야전보충대대(독일어: Feldersatz-Bataillon 130)
- 제311육군대공포대대(독일어: Heeres-Flak-Artillerie-Abteilung 311)
- 제559중구축전차대대(독일어: Schwere Panzerjäger-Abteilung 559) : 1944년 12월 추가 (구축전차 편제)
- 제243돌격포여단(독일어: turmgeschütz-Brigade 243) : 1944년 12월 추가

## 같이 보기
- 제2차 세계 대전 중 독일군 사단 목록
- 동부 전선 (제2차대전)

## 참고 자료
- Cole, Hugh M. "The Ardennes: Battle of the Bulge (Publication 7-8)". Retrieved April 13, 2005.
- Pipes, Jason. "Panzer-Lehr-Division". Retrieved April 14, 2005.
- Reese, Mike. "BIV Demolition Units[깨진 링크(과거 내용 찾기)]". Retrieved May 13, 2005.
- Ritgen, Helmut. Panzer Lehr in the West: A History of the Panzer Lehr Division, 1943-1945. USA Shelf Books 2001 ISBN 1-899765-18-2
- Ritgen, Helmut. The Western Front 1944 - Memoirs of a Panzer Lehr Officer. Winnipeg, Canada J.J. Fedorowicz 1995 ISBN 0-921991-28-2
- Spayd, P.A. Bayerlein: From Afrikakorps to Panzer Lehr. Schiffer Publishing 2003 ISBN 0-7643-1866-7
- Wendel, Marcus (2005). "Panzer-Lehr-Division". Retrieved April 14, 2005.
- "Generalleutnant Fritz Bayerlein". German language article at www.lexikon-der-wehrmacht.de. Retrieved April 13, 2005.
- "Panzer-Lehr-Division". German language article at www.lexikon-der-wehrmacht.de, with photos. Retrieved April 13, 2005.
- "Tiger Battalions!". Retrieved May 13, 2005.
- "Panzer-Lehr at Schalbach". Panzer Lehr Counter-attack, November 23-25, 1944 - Schalbach France